# Imperatriz da Grande Niterói
Associação Beneficente Carnavalesca Imperatriz da Grande Niterói é uma escola de samba da cidade de Canoas, no Rio Grande do Sul. A escola localiza-se no bairro Niterói.

## História
A Imperatriz foi fundada em 19 de fevereiro de 1994, por um grupo de ex-integrantes da Praiana e da Restinga. Um dos responsáveis pela ideia de criar uma nova escola no município foi Cristiano dos Santos Rodrigues. Na década de 1990 a escola participou dos desfiles em Porto Alegre.

## Segmentos

### Presidentes
| Nome         | Mandato | Ref.  |
| ------------ | ------- | ----- |
| Suzana Tomaz | ? - ?   | [ 3 ] |

### Diretores
| Ano  | Diretor de Carnaval   | Diretor de harmonia | Ref.  |
| ---- | --------------------- | ------------------- | ----- |
| 2010 | Antônio Nogueira      |                     | [ 7 ] |
| 2013 | Adriano Batista Tomaz | Nô                  | [ 8 ] |

### Casal de Mestre-sala e Porta-bandeira
| Ano  | Nome          | Ref.  |
| ---- | ------------- | ----- |
| 2010 | Caio e Simone | [ 7 ] |

## Carnavais
| Ano  | Colocação                                              | Grupo                                                  | Enredo                                                                                   | Carnavalesco                                           | Ref.                                                   |
| ---- | ------------------------------------------------------ | ------------------------------------------------------ | ---------------------------------------------------------------------------------------- | ------------------------------------------------------ | ------------------------------------------------------ |
| 2004 | 4º lugar                                               | Único                                                  | Um Sonho de Liberdade.                                                                   |                                                        | [ 9 ] [ 10 ]                                           |
| 2005 | 6º lugar                                               | Único                                                  | Entre astros e estrelas, a Imperatriz mostra o brilho do cinema.                         |                                                        | [ 11 ] [ 1 ]                                           |
| 2006 | *                                                      | Único                                                  | As mil e uma faces do chapéu. (Reedição de 1996)                                         |                                                        | [ 12 ]                                                 |
| 2007 | *                                                      | Único                                                  | Paixões gaúchas, mitos e lendas.                                                         |                                                        | [ 13 ]                                                 |
| 2008 | 7º lugar                                               | Único                                                  | Amazônia, insônia do mundo. É hora de reciclar e preservar.                              |                                                        | [ 14 ]                                                 |
| 2009 | 6º lugar                                               | Único                                                  | Faz de conta, o melhor do Brasil e o brasileiro.                                         |                                                        | [ 15 ] [ 16 ]                                          |
| 2010 | 5º lugar                                               | Único                                                  | Imperatriz da Grande Niterói saúda Iemanjá.                                              | Hélio Silva                                            | [ 7 ] [ 17 ]                                           |
| 2011 | 5º lugar                                               | Único                                                  | Imperatriz para Alegria da Comunidade Infantil Faz a Festa no Sítio do Pica-pau Amarelo. | Rafael Albino                                          | [ 2 ] [ 4 ] [ 18 ]                                     |
| 2012 | 5º lugar                                               | Especial                                               | A Imperatriz canta e dança através das regiões brasileiras                               |                                                        | [ 19 ] [ 20 ]                                          |
| 2013 | 6º lugar                                               | Especial                                               | A Imperatriz sai de férias e chega como turista ao Rio de Janeiro.                       |                                                        | [ 8 ] [ 21 ] [ 22 ] [ 23 ]                             |
| 2014 | 3º lugar                                               | Acesso                                                 | Angola, Capital Luanda                                                                   |                                                        | [ 3 ] [ 24 ] [ 25 ]                                    |
| 2015 | Desfile sem avaliação em um bairro da cidade de Canoas | Desfile sem avaliação em um bairro da cidade de Canoas | Desfile sem avaliação em um bairro da cidade de Canoas                                   | Desfile sem avaliação em um bairro da cidade de Canoas | Desfile sem avaliação em um bairro da cidade de Canoas |
| 2016 | 5º lugar                                               | Acesso                                                 | A Imperatriz te Contagia: Água, Fogo, Terra e Ar, os Elementos da Folia                  |                                                        | [ 27 ] [ 28 ]                                          |

## Prêmios
- Estandarte de Ouro
  - 2007: Evolução e harmonia[29]
  - 2010: Mestre-sala e porta-bandeira[30]